# Ute Schäfer
Pour les articles homonymes, voir Schäfer.
Ute Schäfer, née le 13 mai 1967 à Ennepetal en Allemagne, est une triathlète et duathlète allemande, multiple championne d'Allemagne de duathlon et de triathlon. 

## Palmarès
Le tableau présente les résultats les plus significatifs (podium) obtenus sur le circuit national et international de triathlon et de duathlon depuis 1991.
| Année | Compétition                                           | Pays      | Position           | Temps            |
| ----- | ----------------------------------------------------- | --------- | ------------------ | ---------------- |
| 2003  | Ironman Lanzarote                                     | Espagne   | Médaille d'argent  | 10 h 38 min 38 s |
| 2002  | Championnat d'Allemagne de triathlon cross            | Allemagne | Médaille d'or      | Timing           |
| 2001  | Championnat d'Allemagne de triathlon moyenne distance | Allemagne | Médaille d'or      | Timing           |
| 2001  | Championnats d'Allemagne de triathlon longue distance | Allemagne | Médaille d'or      | Timing           |
| 1998  | Triathlon international de Nice                       | France    | Médaille d'argent  | 6 h 53 min 5 s   |
| 1997  | Trans Vorarlberg Triathlon                            | Autriche  | Médaille d'or      | 6 h 26 min 34 s  |
| 1996  | Championnats d'Allemagne de triathlon                 | Allemagne | Médaille d'or      | Timing           |
| 1996  | Trans Vorarlberg Triathlon                            | Autriche  | Médaille d'or      | 6 h 12 min 37 s  |
| 1995  | Championnat d'Allemagne de duathlon                   | Allemagne | Médaille d'or      | Timing           |
| 1995  | Triathlon international de Nice                       | France    | Médaille d'argent  | 6 h 39 min 56 s  |
| 1995  | Championnats du monde de triathlon longue distance    | France    | Médaille d'argent  | 6 h 39 min 56 s  |
| 1994  | Championnat d'Allemagne de duathlon                   | Allemagne | Médaille d'or      | Timing           |
| 1992  | Championnats d'Europe de triathlon                    | Belgique  | Médaille de bronze | 2 h 4 min 8 s    |
| 1991  | Championnats d'Allemagne de triathlon                 | Allemagne | Médaille d'or      | Timing           |